# Cortado

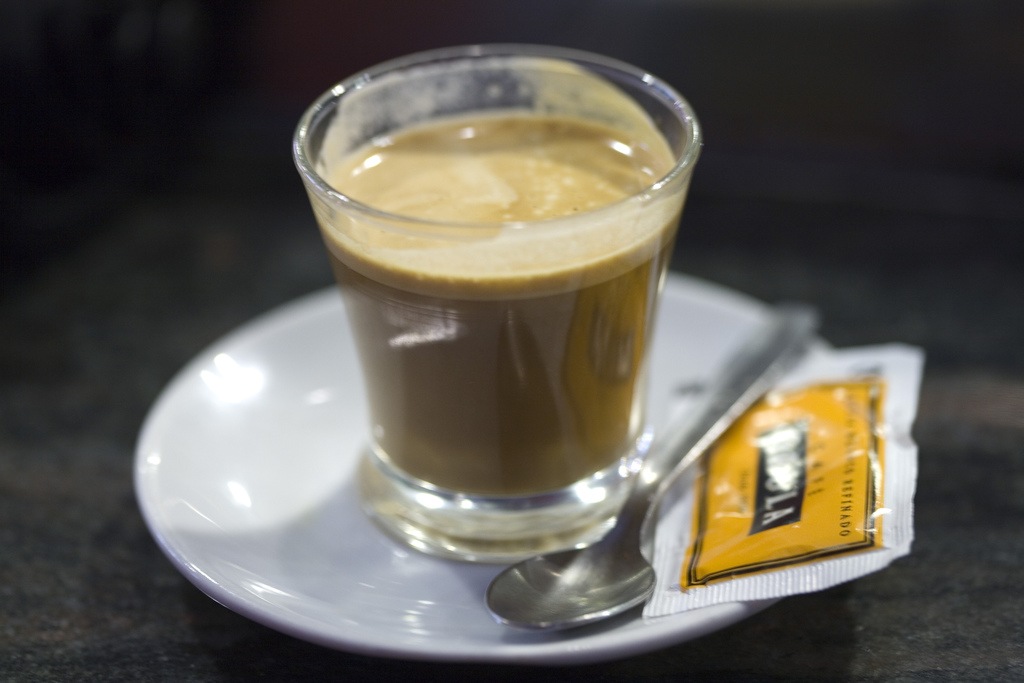
Un Café cortado.

Un cortado es un término de origen español para denominar a un café espresso con una pequeña cantidad de leche, normalmente caliente, para quitarle el amargor al café, aunque en algunos lugares se le denomina cortado con leche para diferenciarlo del "cortado con agua", que consiste en un café espresso con más espuma de lo usual.  
Es bastante popular en España y Portugal, así como en América Latina. En Colombia es también denominado en algunas regiones como pintado o perico. En Cuba y Puerto Rico es conocido como cortadito. En Venezuela se lo conoce como marrón, para diferenciarlo del café expreso sin leche, el cual es llamado "café negro" o simplemente "negrito". En Argentina también existe el cortado en jarrito que es una variación del cortado tradicional pero que se sirve en una taza con forma de pequeña jarra, medida que también se conoce localmente como americano.

## Preparación y servicio
Se servirá un chupito de café expreso al que luego se le añadirá una pequeña cantidad de leche. Se sirve acompañado de una cucharilla de café mocca con un sobre de azúcar, normalmente de variedad blanquilla.
El llamado cortado internacional se sirve en una taza pequeña, de café mocca, con un tiro (o menos, al gusto del cliente) de café largo, que se servirá con platillo y cucharilla de mocca, además de un sobrecito de azúcar o edulcorante. Al cliente se le ofrecerá una jarrita con leche fría o caliente que el mismo cliente añadirá al café en caso de desear menos amargura en el mismo.

## Otros nombres y variaciones
En catalán y valenciano se le llama tallat y en euskera ebaki. En otros países se lo denomina "macchiato", tomando el nombre originario de Italia.

#### Gibraltar

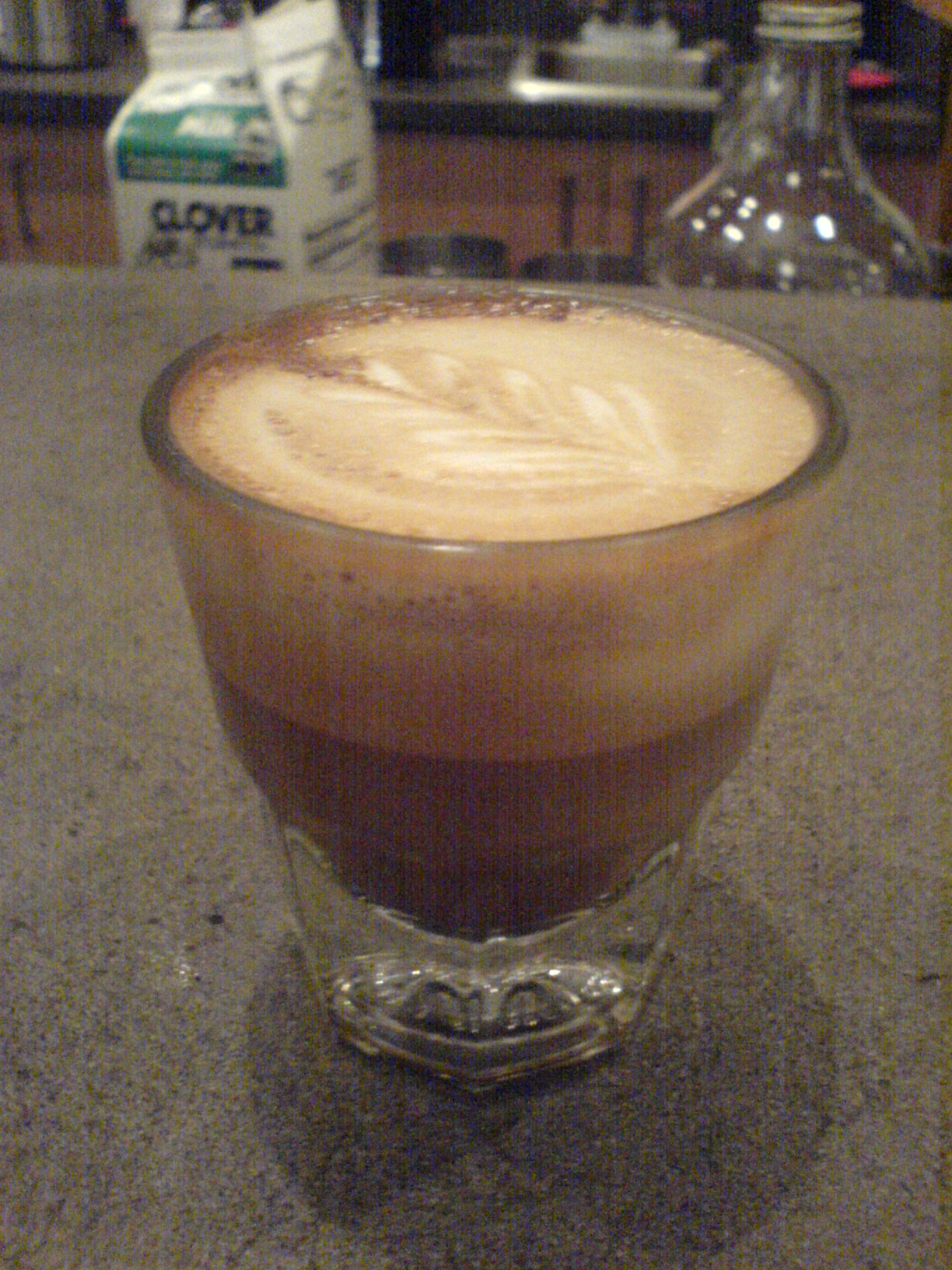
Un "gibraltar", servido en su típico vaso Libbey en San Francisco.

El nombre gibraltar se originó en San Francisco, California, donde los tostadores — primero Blue Bottle Coffee Company, luego Ritual Coffee Roasters y otros — comenzaron la tendencia del cortado sirviendo la bebida en la cristalería Libbey Glass Company del mismo nombre.
Mientras que cortado es un término más amplio para muchas bebidas cortadas, gibraltar se define específicamente en sus proporciones por las limitaciones de su tamaño de taza: un vaso Libbey 'Gibraltar' contiene 4.5 oz, de las cuales 2 oz están rellenas mediante un doble espresso estándar y el resto se rellena con una microespuma bien integrada. Fue desarrollado como una bebida de perfil fácilmente disponible para consumo inmediato, y es típicamente identificable por los cortados por tener una textura más rica y aterciopelada y una temperatura más tibia.

#### Piccolo
En Australia se conoce como un café con leche piccolo, o simplemente un piccolo. Este es una única tirada de ristretto en un vaso de macchiato que se llena con leche al vapor de la misma manera que un café con leche. 
Una bebida más grande, popular en Portugal, es el galão, que usa proporciones 1:3, pero es similar a cortados y manchados.